# Religioni in Uzbekistan
La religione più diffusa in Uzbekistan è l'islam. Secondo una stima del 2010 del Pew Research Center, i musulmani sono il 96,7% della popolazione e sono in maggioranza sunniti; il cristianesimo è seguito dal 2,3% della popolazione, mentre l'1% della popolazione segue altre religioni o non segue alcuna religione. Secondo una stima della CIA del 2017, i musulmani sono l'88% della popolazione e i cristiani il 9% della popolazione, mentre il restante 3% della popolazione segue altre religioni o non segue alcuna religione. Una stima del 2020 dell'Association of Religion Data Archives (ARDA) dà i musulmani al 94,8% circa della popolazione e i cristiani all'1% circa della popolazione; lo 0,3% circa della popolazione segue altre religioni e il 3,9% circa della popolazione non segue alcuna religione.

## Religioni presenti

### Islam
La maggioranza dei musulmani uzbeki è sunnita e segue la corrente hanafita; è presente anche una piccola minoranza di sciiti.

### Altre religioni
In Uzbekistan sono presenti gruppi di seguaci del buddhismo, dell'ebraismo e dello zoroastrismo.  Una piccola parte della popolazione segue religioni etniche basate sullo sciamanesimo, con rituali fondati sull'acqua e sul fuoco, che vengono seguiti anche da persone di fede musulmana; anche la maggior parte degli sciamani si ritengono devoti musulmani. Vi sono anche seguaci del tengrismo (una religione dell'Asia centrale), ma le autorità rifiutano di considerarlo come una religione.